# ألكسندر بيري
ألكسندر بيري (بالإنجليزية: Alexander Berry)‏ ‏(30 نوفمبر 1781 – 17 سبتمبر 1873) جراح سكوتلندي وتاجر ومستكشف.
منح في عام 1822 قطعة أرض بمساحة عشرة آلاف آكر ومائة مجرم مدان لإنشاء أول مستعمرة أوروبية على الساحل الجنوبي من ولاية نيو ساوث ويلز في أستراليا. عرفت المستعمرة أولاً باسم كولانغاتا إستيت، ثم نمت لاحقاً لتكون المدينة المعروفة حالياً باسم بيري تخليداً لاسم ألكسندر وشقيقه ديفيد.